# Estrella Be
Una estrella Be és una estrella del tipus espectral B que mostra línies espectrals d'emissió. Les estrelles Be volten molt ràpidament (a moltes centenes de kilòmetres per segon a l'equador) i tenen un disc al seu voltant. És aquest disc on es produeixen les línies d'emissió.
Moltes estrelles tenen espectres de tipus B i mostren línies d’emissió d’hidrogen, incloses moltes supergegants, Herbig Ae, sistemes binaris de transferència de massa i estrelles B[e]. Es prefereix restringir l'ús del terme estrella Be a estrelles no supergegants que mostren una o més línies d'emissió de la sèrie Balmer. De vegades es coneixen com a estrelles Be clàssiques. Les línies d’emissió només poden estar presents en determinats moments.
Tot i que l'espectre tipus Be es produeix amb més força en les estrelles de classe B, també es detecta en les estrelles d'embolcall O i A, i de vegades s'inclouen a la categoria "Estel Be". Les estrelles Be es consideren principalment estrelles de seqüència principal, però també s'inclouen diverses estrelles gegants i subgegants.
Les estrelles Be són estrelles variables i les variacions tenen lloc en diferents escales de temps. Les variacions a llarg termini (de setmanes a dècades) han de veure amb la formació i la dispersió de el disc de material, les de mig termini (de dies a setmanes) s'associen al moviment dins de sistemes binaris d'algunes d'aquestes estrelles, i les variacions a curt termini (de 0,3 a 2 dies) poden ser degudes a pulsacions no-radials o la rotació. L'estat d'estrella Be és un estat transitori. Una estrella pot canviar de B a Be per després retornar a la normalitat. A les estrelles de tipus espectrals O i A que presenten aquest mateix comportament també se-les anomena estrelles Be.